# Communauté rurale de Thiamène Pass
Ne doit pas être confondu avec Communauté rurale de Thiamène Cayor.
La communauté rurale de Thiamène Pass est une communauté rurale du Sénégal située au nord-ouest du pays. 
Elle fait partie de l'arrondissement de Sagatta Dioloff, du département de Linguère et de la région de Louga.
Thiamène Pass regroupe les villages : Pass, Ndogandou, Thila, Naiandoul, Gathy, Ngap, Mélakh, Gangue, Thiam, Ndiéyéene, Pampi, Merina, Barry, Taïba.[réf. souhaitée]